# Wacken Road Show 2003
A Wacken Road Show a finn Lordi első hivatalos turnéja volt, amely 2003 tavaszán zajlott le. 11 napon keresztül koncerteztek a német anyanyelvű országokban, Németországban 7, Ausztriában 3 és Svájcban 1 fellépés alkalmával, összesen 11 koncertet adva. A Lordi még ugyanebben az évben fellépett a W:O:A rendezvényen is. A turné az együttes debütáló albumának, a Get Heavy dalaival, és egy Alice Cooper feldolgozással ment végbe.

## Az együttes felállása
- Mr. Lordi - ének, színpadi show
- Amen - gitár, háttérének, színpadi show
- Kalma - basszusgitár, háttérének, színpadi show
- Enary - billentyűs hangszerek, háttérének, színpadi show
- Kita - dob, háttérének, színpadi show

## Előadott dalok
1. Get Heavy
2. Devil Is A Loser
3. Dynamite Tonite
4. Hellbender Turbulence
5. Icon of Dominance
6. Biomechanic Man
7. Monster Monster
8. Not The Nicest Guy
9. Rock To Hell Outta You
10. He's Back (The Man Behind The Mask) (Alice Cooper feldolgozás)
11. Would You Love A Monsterman?

## Koncertek
1. április 14. - Markthalle, Hamburg, Németország
2. április 15. - Musiktheater, Kassel, Németország
3. április 16. - Rockfabrik, Ludwigsburg, Németország
4. április 17. - Z7, Pratteln, Svájc
5. április 18. - Hafen, Innsbruck, Ausztria
6. április 19. - Planet Musik, Bécs, Ausztria
7. április 20. - Rockhouse, Salzburg, Ausztria
8. április 22. - Hirsch, Nürnberg, Németország
9. április 23. - Zeche, Bochum, Németország
10. április 24. - Faust, Hannover, Németország
11. április 25. - Works, Osnabrück, Németország[1]